# 김천(구미)역
김천(구미)역(Gimcheon (Gumi) station, 金泉(龜尾)驛)은 대한민국 경상북도 김천시 남면에 있는 경부고속철도의 철도역이다. 한국철도공사 전산상 한글 역명은 김천구미역, 영문 역명은 Gimcheon (Gumi)로 등록되어 있다.
(구미)는 병기역명이지만 이 역의 경우 병기역명 부분인 “(구미)”까지 모두 붙여서 김천(구미)역 또는 김천구미역 모두 사실상의 주역명으로 간주하고 있다.
경부고속선 2단계 구간 개통과 함께 2010년 11월 1일에 개통되었다.

## 역사
- 2010년 11월 1일 : 보통역으로 영업개시[3]
- 2016년 12월 9일 : SRT 운행개시

## 역 구조
2면 4선식 상대식 승강장으로 운영되며, 중간 2선으로 통과선이 설치되어 있다.

### 승강장
| ↑대전(경부고속선)((경전선))((동해선)) |
| ２ \| １                              |
| 동대구(경부고속선)↓/서대구(경부선)↓   |

| 1 | 경부고속선 | KTX · SRT | 동대구 · 울산 · 마산 · 부산 · 포항 · 진주 방면 |
|   | 경부고속선 | 통과선    |                                                |
| 2 | 경부고속선 | KTX       | 대전 · 서울 · 행신 방면                        |
| 2 | 경부고속선 | SRT       | 대전 · 수서 방면                               |

## 인접한 역
| KTX                   | KTX                           | KTX              |
| --------------------- | ----------------------------- | ---------------- |
| 대전 서울 · 행신 방면 | KTX 경부선 · 경부선 구포 경유 | 서대구 부산 방면 |
| 대전 서울 · 행신 방면 | KTX 경전선                    | 서대구 진주 방면 |
| 대전 서울 · 행신 방면 | KTX 동해선                    | 동대구 포항 방면 |
| SRT                   |                               |                  |
| 대전 수서 방면        | SRT 경부선                    | 서대구 부산 방면 |
| 대전 수서 방면        | SRT 경전선                    | 동대구 진주 방면 |
| 대전 수서 방면        | SRT 동해선                    | 동대구 포항 방면 |

## 같이 보기
- 구미 KTX 리무진 버스